# Dinornis
Dinornis (lokale naam moa) is een geslacht van uitgestorven vogels die endemisch voorkwamen in Nieuw-Zeeland vanaf het Pleistoceen tot recentelijk. Net als andere moa's behoorde het tot de orde Dinornithiformes. In het geslacht worden ten minste twee geaccepteerde soorten geplaatst waarvan de resten in Nieuw-Zeeland zijn gevonden: Dinornis novaezealandiae van het Noordereiland en Dinornis robustus van het Zuidereiland. Deze twee soorten bereikten een hoogte van 350 centimeter en wogen ongeveer 125 kilogram. Fossielen werden gevonden in Nieuw-Zeeland.

## Kenmerken
Dinornis was misschien wel de grootste vogel die ooit heeft geleefd. De vrouwtjes van de grootste soort waren 3,6 meter hoog en een van de zwaarste met een gewicht van 230-240 kilogram of 278 kilogram volgens diverse schattingen. De veerresten waren roodbruin en haarachtig, en bedekten blijkbaar het grootste deel van het lichaam, behalve de onderbenen en het grootste deel van het hoofd (plus een klein deel van de nek onder het hoofd). Hoewel er geen veren zijn gevonden van moakuikens, is het waarschijnlijk dat ze gespikkeld of gestreept waren om ze te camoufleren voor Haasts arenden.
De poten waren groot en krachtig en konden bij bedreiging waarschijnlijk een krachtige trap uitdelen. De vogels waren traag en hadden een lange, sterke nek en een brede, scherpe snavel om vegetatie te kunnen eten, van subalpiene kruiden tot boomtakken. In verhouding tot het lichaam was de kop klein, met een spitse, korte, platte en enigszins gebogen snavel.
De reuzenmoa van het Noordereiland was meestal groter dan de reuzenmoa van het Zuidereiland.

## Habitat en leefwijze
Dinornis had een groot aanpassingsvermogen en kwam voor in een breed scala aan habitats, van kust- tot alpiene gebieden. Het is mogelijk dat individuele moa's van omgeving naar omgeving zijn verhuisd met de wisseling van de seizoenen. Snelheid was niet belangrijk, wegens de afwezigheid van carnivoren, dus de dieren konden ongestoord zoeken naar voedsel, dat bestond uit zaden, bladeren, scheuten en vruchten.

## Paleobiologie

### Seksuele dimorfie
Er is lang vermoed dat verschillende soorten moa's respectievelijk mannetjes en vrouwtjes waren. Dit is bevestigd door analyse op geslachtsspecifieke genetische DNA-markers van botmateriaal. Vóór 2003 werden er bijvoorbeeld drie soorten Dinornis erkend: die van het Zuidereiland (Dinornis robustus), het Noordereiland (Dinornis novaezealandiae) en de slanke moa (Dinornis struthioides). DNA toonde echter aan dat alle Dinornis struthioides in feite mannetjes waren en alle Dinornis robustus vrouwtjes. Daarom werden de drie soorten Dinornis geherclassificeerd als twee soorten, één die vroeger voorkwam op het Noordereiland van Nieuw-Zeeland (Dinornis novaezealandiae) en één op het Zuidereiland (Dinornis robustus); de soortaanduiding robustus omvat echter drie afzonderlijke genetische lijnen en kan uiteindelijk worden geclassificeerd als vele soorten. Dinornis lijkt de meest uitgesproken seksuele dimorfie van alle moa's te hebben gehad, waarbij vrouwtjes tot twee keer zo groot en drie keer zo zwaar waren als mannetjes.

### Voortplanting
Hoewel het onmogelijk is om precies te weten hoe Dinornis zich voortplantte en jongen grootbracht, kunnen er veronderstellingen worden gemaakt op basis van overgebleven loopvogels. De grotere vrouwtjes streden mogelijk om te paren met de meest begeerde mannetjes, die zelf waarschijnlijk extreem territoriaal waren. Eieren kunnen zijn gelegd in gemeenschappelijke nesten in zandduinen, of door individuele vogels in beschutte omgevingen zoals holle bomen of bij rotsen. Het vrouwtje had weinig met de eieren te maken zodra ze gelegd waren, terwijl het mannetje het ei tot drie maanden voor het uitkomen bebroedde.
De eieren van de Dinornis waren enorm, zo groot als een rugbybal en ongeveer tachtig keer zo groot als een kippenei. Maar ondanks hun grootte waren de eieren van Dinornis extreem dun: de eierschalen van Dinornis novaezealandiae waren ongeveer 1,06 millimeter dik en die van Dinornis robustus 1,4 millimeter. Eieren van Dinornis worden dan ook beschouwd als de kwetsbaarste van alle tot nu toe onderzochte vogeleieren.
Het is mogelijk dat zulke breekbare eieren ertoe hebben geleid dat de mannetjes zich hebben aangepast om kleiner te worden dan de vrouwtjes om het risico te verkleinen dat ze de eieren zouden breken. Het is echter ook mogelijk dat de mannetjes zich rond de eieren krulden in plaats van er rechtstreeks op te gaan zitten. Gezien de grootte van de eieren en de incubatieperiode zouden de reuzenmoa's, zodra hun kuikens uit het ei kwamen, in staat zijn geweest om te zien, te rennen en zichzelf te voeden.

## Uitsterven
Voorafgaand aan de komst van de mens had de reuzenmoa een ecologisch stabiele populatie in Nieuw-Zeeland gedurende tenminste 40.000 jaar. De reuzenmoa werd, samen met andere moa-geslachten, uitgeroeid door Polynesische kolonisten, die jacht maakten op de moa als voedsel. Alle taxa in dit geslacht waren rond 1500 uitgestorven in Nieuw-Zeeland. Algemeen wordt aangenomen dat de Māori aan het begin van de vijftiende eeuw nog steeds op ze jaagden, hoewel sommige modellen doen vermoeden dat ze halverwege de veertiende eeuw al waren uitgestorven. Hoewel sommige vogels uitstierven door de landbouw, waarvoor de bossen werden gekapt en platgebrand en de grond werd omgezet in akkerland, was de reuzenmoa voor de komst van de Europese kolonisten al 300 jaar uitgestorven.